# Jessie Kleemann
Pour les articles homonymes, voir Kleemann.
Jessie Kleemann est une artiste inuit contemporaine reconnue pour son approche expérimentale et engagée de la performance, de la vidéo et de la poésie. Son travail explore les tensions entre tradition et modernité, notamment à travers les thèmes du colonialisme, de l'identité, du féminisme et du changement climatique. Elle est l'une des premières artistes de sa région à intégrer la vidéo et la performance comme médiums principaux d'expression.

## Biographie
Jessie Kleemann est née le 6 novembre 1959 à Upernavik, une petite ville du Groenland. Elle grandit dans un contexte où les traditions inuit sont confrontées à une modernisation rapide, sous l’influence coloniale danoise. Dès son plus jeune âge, elle est exposée aux arts et aux pratiques culturelles traditionnelles groenlandaises.
Elle entame sa formation artistique au Tuukkaq Theatre au Danemark (1978-1979), où elle étudie le théâtre expérimental et la performance. Elle poursuit ensuite une formation en lithographie au Graphics Workshop de Nuuk (1979-1980), où elle perfectionne son approche des arts visuels. Ces expériences influencent profondément sa carrière, lui permettant d’explorer la fusion entre expression corporelle, narration visuelle et traditions autochtones.
De 1984 à 1991, elle dirige le Collège d’art à Nuuk, contribuant au développement des arts plastiques et de la formation artistique au Groenland. Son implication dans cette institution lui permet de renforcer l’enseignement des arts inuit contemporains et d’encourager de nouvelles générations d’artistes groenlandais à explorer des formes d’expression hybrides.
Inspirée par la danse masquée traditionnelle inuit Uaajeerneq, son travail fusionne des éléments rituels et des formes d’art contemporaines pour interroger les tensions entre modernité et tradition. Elle utilise son propre corps comme médium principal, exploitant la gestuelle, les masques et le langage symbolique pour questionner l’identité inuit dans un monde en mutation. Elle intègre également la vidéo et la poésie comme outils d’exploration, rendant son œuvre profondément immersive et introspective.
En 1995, elle cofonde l’association KIMIK, un collectif d’artistes groenlandais ayant pour mission de promouvoir l’art contemporain inuit. Cette initiative vise à renforcer la visibilité des artistes autochtones sur la scène internationale tout en soutenant le développement local de la création artistique.
Dans les années 2000, Kleemann commence à se faire connaître sur la scène internationale grâce à ses performances et ses œuvres vidéo, qui sont présentées dans de nombreux musées et festivals en Europe et en Amérique du Nord. Son art fait d’elle une figure centrale de l’art inuit contemporain.
Elle est également contributrice dans Arctic Prisms: Contemporary Arts from Across Inuit Nunaat and Sápmi, un ouvrage collectif publié par Galerie Leonard & Bina Ellen de l'Université Concordia. Cette publication regroupe des textes d’artistes, de commissaires et de penseurs autochtones qui explorent le rôle de l’art dans les processus de décolonisation dans les territoires circumpolaires. Bien que le contenu précis de sa contribution ne soit pas détaillé publiquement, sa participation confirme son engagement intellectuel aux côtés d'autres artistes arctiques dans une réflexion critique sur l'identité, la culture et la souveraineté autochtone.
En 2022-2023, Kleemann est sélectionnée pour le programme "Artistic Practice" d’Art Hub Copenhagen, qui soutient les artistes émergents et établis à l’échelle internationale. Dans ce cadre, elle participe à une conversation publique avec Catherine Wood, directrice de la programmation de la Tate Modern, abordant la spiritualité, le climat et la résistance dans sa pratique artistique. En décembre 2023, elle est également invitée à la COP28 à Dubaï, où elle présente sa vidéo Arkhticós Dolorôs et participe à une discussion sur les enjeux climatiques contemporains.

## Pratique artistique
Jessie Kleemann est une artiste multidisciplinaire dont la pratique englobe la performance, la vidéo, la poésie, l’installation et la peinture. Sa démarche artistique s’appuie sur une fusion des traditions inuit avec les langages contemporains de l’art. Elle considère le corps comme un vecteur essentiel d’expression, qu’elle mobilise dans des performances qui s’inspirent des rituels traditionnels comme la danse masquée Uaajeerneq. Ces performances sont souvent chargées de symbolisme et de critique sociale, mêlant gestes rituels, souffle, chant et silence pour créer une atmosphère profondément immersive et introspective.
Pionnière de l’art vidéo au Groenland, Kleemann utilise ce médium pour interroger la mémoire, l’identité et les effets de l’histoire coloniale sur les peuples inuit. À travers des images abstraites, des paysages glacés et des interactions corporelles filmées, elle compose des œuvres qui traduisent visuellement l’effacement, la résistance et la réinvention culturelle.
Parallèlement, sa pratique poétique joue avec l’oralité, les langues et la forme visuelle du texte. Elle mêle souvent ses poèmes à des éléments sonores et graphiques, renforçant la dimension multisensorielle de ses œuvres. Dans ses installations et peintures, Kleemann expérimente avec des matières organiques et des motifs abstraits qui évoquent les flux de l’environnement arctique, les dynamiques du corps et les forces invisibles du monde spirituel.
Son travail aborde des thématiques majeures telles que l’identité inuit, la mémoire postcoloniale, le féminisme et les bouleversements climatiques. Elle déconstruit notamment les représentations exotiques du corps autochtone, tout en revendiquant une place pour la voix inuit dans les débats contemporains sur la culture, la souveraineté, l’environnement, les rituels inuit, expression corporelle et engagement politique.

## Interprétation et importance
Jessie Kleemann est une pionnière de l’art inuit contemporain, l’une des premières artistes à utiliser la vidéo et la performance comme modes d’expression majeurs. Son travail est souvent analysé comme une critique du colonialisme et de l’assimilation culturelle. Son impact dépasse le Groenland, avec des expositions et performances à travers le monde.
En 2023, le Statens Museum for Kunst de Copenhague lui a consacré une rétrospective intitulée Running Time, explorant les thèmes centraux de son œuvre, notamment les politiques de pouvoir mondiales, la colonisation et le changement climatique . Cette exposition comprenait plusieurs œuvres inédites, témoignant de l'évolution de sa pratique artistique.
Kleemann a également participé à des expositions collectives internationales, telles que Atlantikumi au Nuuk Kunstmuseum en 2021, où elle a collaboré avec d'autres artistes pour examiner les répercussions politiques du colonialisme et ses effets sur l'identité personnelle et la construction de l'histoire. Son œuvre ORSOQ (2012), qui intègre des bouteilles d'huile de phoque, a été acquise par la Galerie nationale du Danemark en 2020, soulignant la reconnaissance institutionnelle de son travail.
Par ses performances, ses œuvres visuelles et sa poésie, Jessie Kleemann continue de jouer un rôle dans la redéfinition de l'art inuit contemporain, en confrontant les complexités de l'identité culturelle, de l'héritage colonial et des préoccupations environnementales.

## Oeuvres principales

### KINAASUNGA (1988) – Vidéo d’art
Considérée comme la première installation vidéo d’art du Groenland, KINAASUNGA explore les tensions entre traditions inuit et modernité. À travers des images abstraites et corporelles, Jessie Kleemann met en scène l'identité inuit face à l'héritage colonial danois. Cette œuvre marque un tournant dans l’histoire de l’art contemporain inuit, introduisant la vidéo comme outil de résistance et de narration personnelle.

### Spirit Host Joins the Elements (1991–1993) – Performance
Inspirée de la danse masquée traditionnelle Uaajeerneq, cette performance mêle respiration, masques et gestuelle rituelle pour interroger le lien entre le corps, l’esprit et la nature. Elle incarne une hybridation entre les pratiques culturelles autochtones et les formes d’art performatif contemporain.

### Arkhticós Dolorôs (2021) – Recueil de poésie
Cette œuvre poétique, écrite en kalaallisut, danois et anglais, mêle textes, images et symboles graphiques pour évoquer la transformation du Groenland face aux bouleversements climatiques. Le recueil a été nommé pour le Prix de littérature du Conseil nordique en 2022, et il est souvent qualifié de “poésie climatique” en raison de sa portée environnementale et politique.

## Expositions
En 2023, Jessie Kleemann a fait l’objet de deux expositions majeures au Danemark. La première, Running Time, organisée au Statens Museum for Kunst à Copenhague, fut sa première grande rétrospective. Elle présentait une sélection de ses performances et sculptures, ainsi que des œuvres créées spécifiquement pour l’occasion, révélant l'évolution de sa pratique artistique. Parallèlement, une exposition tenue à Rønnebæksholm se concentrait sur ses œuvres sur papier, mettant en valeur la diversité de ses techniques d'expression.

### Expositions individuelles
- ASSAK (2012) – Århus Kunstbygning, Danemark
- Running Time (2023) – Statens Museum for Kunst, Danemark
- Jessie Kleemann (2023) – Rønnebæksholm, Næstved, Danemark

### Expositions collectives
- Perler på snor – en arktisk historiefortælling (2018) – Nordatlantens Brygge, Danemark
- ATLANTIKUMI (2022-2023) – Nordatlantens Brygge, Danemark

### Performances et festivals
- Liverpool Biennial (2012) – Pavillon nord-atlantique
- COP28 à Dubaï (2023) – Présentation de Arkhticós Dolorôs

### Collections muséales
Ses œuvres sont conservées dans plusieurs institutions :
- Statens Museum for Kunst – ORSOQ (2012)[6]
- Nuuk Kunstmuseum – Performances et installations
- Portland Museum of Art – Arkhticós Dolorôs (2019)[14]

## Distinctions
- 2022 - Nomination au Prix de littérature du Conseil nordique
- 2024 - Médaille Eckersberg – Académie royale des beaux-arts du Danemark